# Segundo gobierno de Tomás Cipriano de Mosquera
El Segundo gobierno de Tomás Cipriano de Mosquera se desarrolló en la Confederación Granadina entre  julio de 1861 y febrero de 1863. 
En medio de la guerra de las soberanías (1860-1862) Mosquera asumió de facto el gobierno tras derrocar a su contrincante conservador quien era presidente en ejercicio, Mariano Ospina Rodríguez y subió al poder mediante las armas después de haber causado miles de muertos y una guerra civil en la que mandaría a fusilar a cientos de conservadores.
Tras convertirse en «presidente provisorio» del país y convocar a una asamblea constituyente, la Convención de Rionegro (Antioquia) de 1863, con la cual se "liberalizó" el país, estableciendo una serie de derechos y garantías como el porte de armas para ciudadanos y las libertades de prensa y de asociación. 
En la Convención de Rionegro conformada plenamente por liberales, se vio la división entre los radicales (con Manuel Murillo Toro a la cabeza) y los partidarios de Mosquera; de todas maneras, se consagró una constitución federal y liberal que garantizaba los derechos de los ciudadanos y que dejó satisfechos a todos los convencionistas. 
Asimismo, se eligió a Mosquera para terminar el primer bienio de gobierno de los Estados Unidos de Colombia, hasta el 1 de abril de 1864.
En 1861 fundó el Colegio Militar (que sería la base de la Facultad de Minas, y en general, de Ingeniería de la Universidad Nacional).

## Antecedentes

### Primer gobierno de Mosquera (1845-1849)
El primer gobierno de Tomás Cipriano de Mosquera se desarrolló en la República de la Nueva Granada entre abril de 1845 y abril de 1849. En las elecciones presidenciales de 1845, Tomás Cipriano de Mosquera (Partido Conservador) triunfó sobre los candidatos Eusebio Borrero (Partido Liberal), siendo el sucesor al mando del país al terminar la presidencia de Pedro Alcántara Herrán.
Junto a su secretario de Hacienda Florentino González logró desmontar muchos de los impuestos coloniales supervivientes, así como revitalizar la industria del tabaco. También promovió la navegación a vapor por el río Magdalena, al autorizar en 1849 la exportación por el puerto de Barranquilla, ubicado en la bahía de Sabanilla, con previa instalación de una aduana allí.
En la economía Mosquera miró hacia una apertura del comercio exterior, y en 1846 se firmó el Tratado de Paz, Amistad, Navegación y Comercio, o tratado Mallarino-Bidlack con el gobierno de los Estados Unidos. El tratado fue firmado por los cancilleres Manuel María Mallarino, y el emisario estadounidense Benjamin Bidlack, enviado por James K. Polk.
Su gobierno implemento la separación Iglesia-Estado e instauró el sistema métrico decimal en el país. También ordenó la realización del primer censo nacional en la historia de Colombia. También contrató al arquitecto danés Thomas Reed para dirigir las obras de construcción del Capitolio Nacional de Colombia, sede del Congreso colombiano.
El conjunto de sus políticas fue visto con malos ojos por los sectores que lo habían llevado a la presidencia, puesto que se estaba desligando del programa que luego daría nacimiento al Partido Conservador, y ahora se sentía mucho más cercano a los liberales, partido que se fundó a finales de su gobierno. 

### Guerra civil de 1854

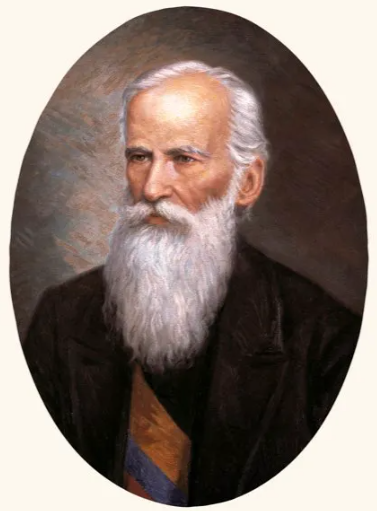
Mariano Ospina Rodríguez

La Guerra civil de 1854 también conocida como Revolución de 1854, fue un conflicto civil que tuvo lugar en la República de la Nueva Granada (antiguo nombre dado al actual país de Colombia y la entonces Provincia de Panamá). Fue la respuesta popular respaldado tanto por los liberales y conservadores en contra del golpe de Estado orquestado por el general José María Melo el 17 de abril de 1854.
De forma inmediata se formó una alianza «constitucionalista» militar de radicales y conservadores, quienes iniciaron la ofensiva contra Melo: combatieron en Pamplona, Bucaramanga, Vélez, Tunja, Tequendama y Cali, y lograron cercar al ejército melista en el perímetro de la ciudad de Bogotá. Melo organizó sus fuerzas en el llamado «Ejército Regenerador» y venció en la batalla de Zipaquirá permaneciendo en el poder durante ocho meses.
El expresidente Mosquera organizó, financió y dirigió el ejército del norte que marchó desde Barranquilla. El expresidente López encabezó el ejército del sur, que derrotó a los artesanos en Cali y viajó desde el Cauca, y el Huila, y Joaquín París Ricaurte (pariente de la primera esposa de Melo) comandó la división del Alto Magdalena que con tropas antioqueñas cruzó el río Magdalena por Honda (Tolima) y se unió a las tropas de Julio Arboleda, que habían tomado la región de Guaduas.

### Gobierno de Ospina (1857-1861)
Durante el gobierno de Ospina, los jesuitas regresaron al país; fue reducida la deuda externa y para contribuir a ello, se negó la venta de los derechos que tenía el país sobre el ferrocarril de Panamá. Importante también fue la transformación que hizo del estado colombiano, ya que con una nueva constitución convirtió a Colombia en un Estado federal por primera vez en su historia. 
Cuando Ospina asumió el mando, la Nueva Granada se encontraba en una situación constitucional anómala, puesto que una parte del territorio estaba regida por un sistema centralista, y la otra por un sistema federal. Esta situación se debía a que, en un acto adicional a la Constitución, el Congreso había creado, en 1855, el Estado Soberano de Panamá, y en 1856 había accedido a las peticiones de las provincias antioqueñas y por ley de junio 11 erigió el Estado Federal de Antioquia.
El 22 de mayo de 1858, Mariano Ospina Rodríguez sancionó la Constitución para la Confederación Granadina, en la que se implantó un régimen federal, con el apoyo de la mayoría conservadora del Congreso.
En la Constitución de la Confederación Granadina se sanciona en el artículo 12-193-2939(292)-183 que el presidente de la República tiene la facultad de nombrar un máximo de tres secretarios; en ese sentido, suprimió la Secretaría de Guerra y la unificó con la Secretaría de Gobierno, conformando de la siguiente manera el gabinete para el periodo de (1858-1861)

## Contexto

### Guerra
La guerra civil de 1860 a 1862, también conocida como la Guerra de las Soberanías, o Guerra Magna, fue un conflicto militar colombiano que enfrentó al gobierno de Mariano Ospina Rodríguez y gobernantes que apoyaban la idea de la mantención del federalismo sin una mayor influencia sobre los mismos por parte del gobierno central, esto se originó por las reformas llevadas a cabo por los conservadores y el presidente. Los jefes liberales encabezados por el general Tomás Cipriano de Mosquera atacaron y entraron victoriosos a la capital, confirmando el poderío de los poderes regionales en contra del centralismo.

### Gobierno de Mosquera en el Cauca
Debido a los aires federalistas que estaba tomando la nación, el congreso de la entonces Confederación Granadina dicta la ley del 15 de junio de 1857 que crea los estados de Bolívar, Boyacá, Cauca, Cundinamarca y Magdalena, con el fin de evitar el rompimiento de la república. Por medio de dicha ley el estado del Cauca se creó a partir de la unión de las provincias neogranadinas de Buenaventura, Chocó, Cauca, Pasto, Popayán, el enorme territorio del Caquetá y de los distritos de Inzá y Calambás, segregados estos últimos de la provincia de Neiva y agregados a la de Popayán, acto que fue corroborado y ejecutado por el decreto del 25 de junio del mismo año.

## Gabinete
| Secretariado          | Secretario         | Periodo         |
| --------------------- | ------------------ | --------------- |
| Relaciones Exteriores | José María Rojas   | 1861; 1862-1863 |
| Relaciones Exteriores | Manuel Ancízar     | 1861-1862       |
| Relaciones Exteriores | José Hilario López | 1863            |
| Relaciones Exteriores | Simón Arboleda     | 1863            |
| Gobierno              | Simón Arboleda     | 1863            |
| Guerra                | Andrés Cerón       | 1861-1863       |
| Hacienda              | Julián Trujillo    | 1861-1863       |

## Constitución de 1863
Tras esto, Mosquera, quien se había proclamado presidente provisional del país, convocó en 1863 a una convención en la localidad de Rionegro, en Antioquia, con el fin de redactar una nueva constitución. La carta política que surgió de allí, implantó en el país el liberalismo clásico, que se extendió hasta 1885, cuando entró en vigor la Regeneración.
Los siguientes son los principales aspectos que se desarrollaron a partir de la constitución de Rionegro en su texto:
- Se suprimió el nombre de Confederación Granadina y dio al país el nombre de Estados Unidos de Colombia; cada estado componente de la nación gozaba de autonomía para dictar sus propias leyes, tener ejército propio y administrar justicia independientemente del Gobierno Nacional.
- Se consideró negociar con los gobiernos de Venezuela y Ecuador la unión voluntaria para reconstruir la Gran Colombia.
- Se proclamaron las libertades individuales de comercio, de opinión, de imprenta, de enseñanza, de asociación, etc.
- Se le concedió a los ciudadanos el derecho de portar armas y de comerciar con ellas.
- Se abolió la pena de muerte.
- Se establecieron los jurados de conciencia y se otorgaron plenas garantías a los ciudadanos.
- Se actualizaron los temas y conocimientos educativos apoyándose en ciencias modernas como la física, la química, la biología y la filosofía.
- Se consolidó la separación de Iglesia y Estado.
- Se redujo el período del Presidente de la República de 4 a 2 años (aparentemente debido a la rivalidad de Mosquera con varios constituyentes), e igualmente se le quitaron poderes a esta figura. La máxima autoridad de la nación residió en el Parlamento por ser este el representante de los ciudadanos.
- El Estado enfocaba su trabajo y recursos para ser vigilante del orden público y de garantía de respeto de las libertades individuales.

## Separación Iglesia-Estado
Durante el proceso de independencia iniciado a principios del siglo XIX, varios clérigos criollos simpatizaron con la causa patriota y participaron activamente como agitadores, capellanes y aún soldados. Varios de ellos incluso llegaron a ingresar a la masonería cuyas logias se establecieron por esos años con gran aceptación de parte de las élites locales. Luego de un proceso dubitativo, la Santa Sede reconoció en 1835 al nuevo estado independiente y estableció relaciones formales con este, iniciando además un proceso de romanización eclesiástica. Al tiempo, las élites liberales en el poder presionaron por el establecimiento de un estado cada vez más libre el influjo eclesiástico, lo que provocó choques de poder con la institución clerical que no estaba dispuesta a ceder su espacio en la sociedad.

## Consecuencias
El Olimpo Radical
Estados Unidos de Colombia fue un estado federal que comprendía el territorio de las actuales repúblicas de Colombia y Panamá en su totalidad y porciones de Brasil y Perú. Sucedió a la Confederación Granadina en 1861 —acción que fue confirmada con la constitución de 1863— dotando al país de un sistema político federalista y liberal que inició las dos décadas conocidas como la era del Olimpo Radical.
La constitución nacional impulsó el crecimiento comercial, puesto que permitía la liberalización de la economía e impedía un control de esta por parte del Estado; además permitía un completo desarrollo de estos sectores a nivel regional.[cita requerida]

## Legado

### El Colegio Militar y la Escuela Politécnica
Por su historia y aporte al desarrollo del país, es considerada la facultad de ingeniería más grande, importante y prestigiosa del país, gracias a sus 154 años formando los más prestigiosos ingenieros de la nación. Funciona dentro de la Ciudad Universitaria y tiene a su cargo varias edificaciones. 